# Saltaodus sirolli
Saltaodus sirolli è un mammifero estinto appartenente ai didolodontidi. Visse nell'Eocene superiore (circa 37 - 34 milioni di anni fa) e i suoi resti fossili sono stati ritrovati in Sudamerica. 

## Descrizione
Questo animale è noto solo per una mandibola sinistra, ed è quindi impossibile ricostruirne l'aspetto complessivo. Si suppone fosse un animale di dimensioni modeste, e il confronto con altre forme simili ma meglio conosciute (come Didolodus) indica che Saltaodus doveva avere un peso inferiore ai cinque chilogrammi. Saltaodus era caratterizzato dalla presenza di un canino sviluppato e di una dentatura brachidonte. Il primo e il secondo premolare inferiori erano dotati di radice singola. Rispetto ad alcuni mammiferi ungulati sudamericani arcaici noti come Kollpaniinae, Saltaodus era dotato di cuspidi più alte e separate, con cristidi ben sviluppati. Il bacino del tallonide era ampio e non riempito dalla base dell'ipoconide o dalla parete distale del metaconide. Il quarto premolare inferiore era nettamente simile a un molare.

## Classificazione
Saltaodus è un rappresentante dei didolodontidi, un gruppo enigmatico di ungulati sudamericani dell'inizio del Cenozoico, forse vicini all'origine dei litopterni. In ogni caso, Saltaodus rappresenta uno dei più piccoli didolodonti noti e uno dei pochi proveniente dalle basse latitudini del Sudamerica.  
Saltaodus sirolli venne descritto per la prima volta nel 2020, sulla base di un fossile ritrovato nella formazione Lumbrera, nei pressi di San Antonio de los Cobres (Provincia di Salta, Argentina). 